# Harry Harvey Sr.
Harry Harvey Sr. (* 10. Januar 1901 in Indianer-Territorium, Oklahoma; † 27. November 1985 in Sylmar, Kalifornien) war ein US-amerikanischer Schauspieler.

## Leben
Harry Harvey wurde 1901 im Indianerterritorium des US-Bundesstaats Oklahoma geboren.
1932 hatte Harvey bei dem Film Tom rechnet ab erstmals eine Rolle inne. 1949 stand er in der Fernsehserie The Life of Riley erstmals für das Fernsehen vor der Kamera. Er spielte 1949 bis 1955 in der Fernsehserie The Lone Ranger erstmals einen größeren Handlungsbogen. 1951 bis 1957 erschien Harvey in 53 Folgen der Fernsehserie The Roy Rogers Show.
Er war der Vater des Schauspielers, Drehbuchautors und Regisseurs Harry Harvey Jr.

## Filmografie
- 1932: Tom rechnet ab (Destry Rides Again)
- 1933: Golden Harvest
- 1934: Sing Sing Nights
- 1935: Rustlers of Red Dog
- 1935: The Mystery Man
- 1935: One More Spring
- 1935: Behind the Green Lights
- 1935: Kentucky Blue Streak
- 1935: Ladies Crave Excitement
- 1935: Manhattan Moon
- 1935: Harmony Lane
- 1935: Streamline Express
- 1935: Skybound
- 1935: Cappy Ricks Returns
- 1935: Waterfront Lady
- 1935: Confidential
- 1935: Dr. Socrates
- 1935: The Case of the Missing Man (Case of the Missing Man)
- 1935: Suicide Squad (Sprechrolle)
- 1935: Miss Pacific Fleet
- 1935: The Lone Wolf Returns
- 1936: The Oregon Trail
- 1936: The Reckless Way (Reckless Way)
- 1936: Hitch Hike to Heaven (Footlights and Shadows)
- 1936: Fünflinge (The Country Doctor)
- 1936: Panic on the Air
- 1936: Flucht in die Liebe (The Moon’s Our Home)
- 1936: Special Agent K-7
- 1936: Blinde Wut (Fury)
- 1936: Ticket to Paradise
- 1936: The Crime of Dr. Forbes
- 1936: Public Enemy's Wife
- 1936: Born to Fight
- 1936: The Black Coin
- 1936: Alibi for Murder
- 1936: Kain und Mabel (Cain and Mabel)
- 1936: The President's Mystery
- 1936: Ghost Town Gold
- 1936: Under Your Spell
- 1936: Country Gentlemen
- 1936: Theodora wird wild (Theodora Goes Wild)
- 1936: Gold Diggers of 1937
- 1937: High Hat
- 1937: Find the Witness
- 1937: Headline Crasher
- 1937: You Can't Buy Luck
- 1937: Speed to Spare
- 1937: Kid Galahad – Mit harten Fäusten (Kid Galahad)
- 1937: Border Cafe
- 1937: Der große Gambini (The Great Gambini)
- 1937: Blazing Barriers
- 1937: Marry the Girl
- 1937: Wake Up and Live
- 1937: The Big Shot
- 1937: The Rangers Step In
- 1937: Jungle Menace
- 1937: A Bride for Henry
- 1937: The Shadow Strikes
- 1937: Fight for Your Lady
- 1937: Under Suspicion
- 1937: The Mysterious Pilot
- 1938: Here's Flash Casey
- 1938: The Spy Ring
- 1938: The Painted Trail
- 1938: Born to Be Wild
- 1938: Prison Nurse
- 1938: Rolling Caravans
- 1938: The Secret of Treasure Island
- 1938: Sinners in Paradise
- 1938: Six-Shootin' Sheriff
- 1938: Romance of the Limberlost
- 1938: Held for Ransom
- 1938: Man's Country
- 1938: Under the Big Top
- 1938: Phantom Gold
- 1938: Crime Takes a Holiday
- 1938: King of the Sierras
- 1938: Gangster's Boy
- 1938: Tough Kid
- 1939: Code of the Fearless
- 1939: Allein gegen die Unterwelt (Blackwell’s Island)
- 1939: Pirates of the Skies
- 1939: In Old Montana
- 1939: Rollin' Westward
- 1939: Two Gun Troubador (Two Gun Troubadour)
- 1939: Lone Star Pioneers
- 1939: Street of Missing Men
- 1939: The Girl from Mexico
- 1939: Blondie Takes a Vacation
- 1939: Stanley and Livingstone
- 1939: Daughter of the Tong
- 1939: The Day the Bookies Wept
- 1939: Mercy Plane
- 1940: The Fatal Hour
- 1940: Texas Renegades
- 1940: The House Across the Bay
- 1940: Outside the Three-Mile Limit
- 1940: Der geheimnisvolle Reiter (Phantom Rancher)
- 1940: Terry and the Pirates
- 1940: I Take This Oath
- 1940: Pop Always Pays
- 1940: Sky Bandits
- 1940: Deadwood Dick
- 1940: Ridin' the Trail
- 1940: Men Against the Sky
- 1940: Heiße Rhythmen in Chicago (Strike Up the Band)
- 1940: Wagon Train
- 1940: The Green Archer
- 1940: Rollin' Home to Texas
- 1941: Robbers of the Range
- 1941: The Spider Returns
- 1941: Hurry, Charlie, Hurry (Hurry)
- 1941: Double Cross
- 1941: Ringside Maisie
- 1941: Six-Gun Gold
- 1941: No Greater Sin
- 1941: Bad Man of Deadwood
- 1941: Three Girls About Town
- 1941: Always Tomorrow: The Portrait of an American Business
- 1941: Holt of the Secret Service
- 1941: Dude Cowboy
- 1941: Road to Happiness
- 1942: Obliging Young Lady
- 1942: Bullets for Bandits
- 1942: What's Cookin' (What’s Cookin’?)
- 1942: Sing Your Worries Away
- 1942: The Strange Case of Doctor Rx
- 1942: Die Narbenhand (This Gun for Hire)
- 1942: Dr. Broadway
- 1942: Perils of the Royal Mounted
- 1942: Der große Wurf (The Pride of the Yankees)
- 1942: Blondie for Victory
- 1942: Mexican Spitfire's Elephant
- 1942: The War Against Mrs. Hadley
- 1942: A Night to Remember
- 1942: The Rangers Take Over
- 1943: Silent Witness
- 1943: Something to Shout About
- 1943: It Ain't Hay
- 1943: The Adventures of a Rookie (Adventures of a Rookie)
- 1943: So's Your Uncle
- 1943: Return of the Rangers (The Return of the Rangers)
- 1943: The Heat's On
- 1943: Swingtime Johnny
- 1944: Belita tanzt (Lady, Let’s Dance)
- 1944: Spook Town
- 1944: Bride by Mistake
- 1944: Patrick the Great
- 1944: Youth Runs Wild
- 1944: The Merry Monahans
- 1944: Gangsters of the Frontier
- 1944: I'm from Arkansas
- 1945: Crime, Inc.
- 1945: It’s in the Bag!
- 1945: Blonde Ransom
- 1945: Mama Loves Papa
- 1946: Riverboat Rhythm
- 1946: The Falcon's Alibi
- 1946: Bedlam
- 1946: Land der Banditen (Badman’s Territory)
- 1946: Sunset Pass
- 1946: The Bamboo Blonde
- 1946: Step by Step
- 1946: Genius at Work
- 1946: Crack–Up
- 1946: Nocturne
- 1946: Lady Luck
- 1946: Criminal Court
- 1946: The Falcon's Adventure
- 1946: Cross My Heart
- 1947: Sindbad der Seefahrer (Sinbad the Sailor)
- 1947: Die Todesreiter von Kansas (Trail Street)
- 1947: Beat the Band
- 1947: Code of the West
- 1947: Born to Kill
- 1947: Banjo
- 1947: Dick Tracy's Dilemma
- 1947: Seven Keys to Baldpate
- 1947: Die Frau am Strand (The Woman on the Beach)
- 1947: Der Colt sitzt locker (Thunder Mountain)
- 1947: They Won't Believe Me
- 1947: Im Kreuzfeuer (Crossfire)
- 1947: Under the Tonto Rim
- 1947: Dick Tracy Meets Gruesome
- 1947: Night Song
- 1948: The Judge Steps Out
- 1948: If You Knew Susie
- 1948: Hazard
- 1948: Alle meine Söhne (All My Sons)
- 1948: My Dog Rusty
- 1948: Fighting Father Dunne
- 1948: The Arizona Ranger
- 1948: Train to Alcatraz
- 1948: Sie leben bei Nacht (They Live by Night)
- 1948: Ein Pferd namens October (The Return of October)
- 1948: Tochter der Prärie (Belle Starr’s Daughter)
- 1948: Schritte in der Nacht (He Walked by Night)
- 1948: An Act of Murder
- 1948: Sein Engel mit den zwei Pistolen (The Paleface)
- 1948: Gun Smugglers
- 1949: Frau in Notwehr (The Accused)
- 1949: Rusty Saves a Life
- 1949: I Cheated the Law
- 1949: Death Valley Gunfighter
- 1949: Stagecoach Kid
- 1949: Leave It to Henry
- 1949: Rebellen der Steppe (Calamity Jane and Sam Bass)
- 1949: Arctic Manhunt
- 1949: Miss Grant Takes Richmond
- 1949: The Life of Riley (Fernsehserie, Folge 1x01)
- 1949: Schweigegeld für Liebesbriefe (The Reckless Moment)
- 1949: Dear Wife
- 1949: Liebe auch ohne Patent (Free for All)
- 1949–1955: The Lone Ranger (Fernsehserie, 11 Folgen)
- 1950: Dein Leben in meiner Hand (Woman in Hiding)
- 1950: Unmasked
- 1950: Ein charmanter Flegel (Key to the City)
- 1950: Francis, ein Esel – Herr General (Francis)
- 1950: Im Lande der Comanchen (Comanche Territory)
- 1950: Cow Town
- 1950: Der Scharfschütze (The Gunfighter)
- 1950: Hoedown
- 1950: It's a Small World
- 1950: Beyond the Purple Hills
- 1950: Verurteilt (Convicted)
- 1950: Der Gangsterboß von Rocket City (The Underworld Story)
- 1950: Bezaubernde Frau (Tea for Two)
- 1950: Zwischen Mitternacht und Morgen (Between Midnight and Dawn)
- 1950: Rio Grande Patrol
- 1950: Emergency Wedding
- 1950: The Du Pont Story
- 1950: Die Gefangene des Ku-Klux-Klan (Storm Warning)
- 1950–1955: The Gene Autry Show (Fernsehserie, 8 Folgen)
- 1951: Silver City Bonanza
- 1951: Whirlwind
- 1951: Stars Over Hollywood (Fernsehserie, Folge 1x32)
- 1951: Home Town Story
- 1951: Reporter des Satans (Ace in the Hole)
- 1951: Take Care of My Little Girl
- 1951: Rodeo King and the Senorita
- 1951: The Guy Who Came Back
- 1951: Arizona Manhunt
- 1951: Corky of Gasoline Alley
- 1951: Der Tag, an dem die Erde stillstand (The Day the Earth Stood Still)
- 1951: The Hills of Utah
- 1951: Let’s Make It Legal
- 1951: Superman and the Mole-Men
- 1951: The Range Rider (Fernsehserie, 2 Folgen)
- 1951–1957: The Roy Rogers Show (Fernsehserie, 53 Folgen)
- 1952: Tommy macht das Rennen (Boots Malone)
- 1952: Flucht vor dem Tode (The Cimarron Kid)
- 1952: Hollywood Opening Night (Fernsehserie, Folge 1x28)
- 1952: Colorado Sundown
- 1952: Der unsichtbare Schütze (The Sniper)
- 1952: Die Maske runter (Deadline – U.S.A.)
- 1952: Target
- 1952: Um Haaresbreite (The Narrow Margin)
- 1952: Zwölf Uhr mittags (High Noon)
- 1952: Die Frau des Banditen (The Outcasts of Poker Flat)
- 1952: Der rote Engel (Scarlet Angel)
- 1952: 3 for Bedroom C (Three for Bedroom "C")
- 1952: Wir sind gar nicht verheiratet (We’re Not Married!)
- 1952: Ma and Pa Kettle at the Fair
- 1952: Barbed Wire
- 1952: Schüsse in New Mexico (The Duel at Silver Creek)
- 1952: Wagon Team
- 1952: Feuertaufe Invasion (Thunderbirds)
- 1952: Jazz Singer (The Jazz Singer)
- 1952–1955: The Adventures of Kit Carson (Fernsehserie, 5 Folgen)
- 1952–1956: Cavalcade of America (Fernsehserie, 5 Folgen)
- 1953: Dürstende Lippen (Last of the Comanches)
- 1953: The Cisco Kid (Fernsehserie, Folge 3x23)
- 1953: Old Overland Trail
- 1953: Your Favorite Story (Favorite Story, Fernsehserie, Folge 1x15)
- 1953: Chevron Theatre (Fernsehserie, Folge 2x19)
- 1953: Die Hand am Colt (Law and Order)
- 1953: The Marshal's Daughter
- 1953: Summer Theatre (Fernsehserie, eine Folge)
- 1953: Bandits of the West
- 1953: Die Geier von Carson City (City of Bad Men)
- 1953: Hopalong Cassidy (Fernsehserie, Folge 2x01)
- 1953: The Adventures of Wild Bill Hickok (Fernsehserie, Folge 4x05)
- 1953: The Ford Television Theatre (Fernsehserie, 2 Folgen)
- 1953: Your Jeweler's Showcase (Fernsehserie, Folge 1x20)
- 1953: The Revlon Mirror Theater (Mirror Theater, Fernsehserie, 2 Folgen)
- 1953: Drei waren Verräter (Tumbleweed)
- 1953–1954: Im Wilden Westen (Death Valley Days, Fernsehserie, 2 Folgen)
- 1953–1954: Schlitz Playhouse of Stars (Fernsehserie, 3 Folgen)
- 1953–1954: City Detective (Fernsehserie, 2 Folgen)
- 1953–1955: Kleine Spiele aus Übersee (Fireside Theater, Fernsehserie, 3 Folgen)
- 1954: Die Glenn Miller Story (The Glenn Miller Story)
- 1954: Die Autofalle von Las Vegas (Highway Dragnet)
- 1954: Eisenbahndetektiv Matt Clark (Stories of the Century, Fernsehserie, Folge 1x10)
- 1954: Lux Video Theatre (Fernsehserie, Folge 4x29)
- 1954: The Rocket Man
- 1954: Meet Mr. McNutley (Fernsehserie, Folge 1x35)
- 1954: 20.000 Meilen unter dem Meer (20,000 Leagues Under the Sea)
- 1954: Fliegende Hufe (The Outlaw Stallion)
- 1954: Zorros Schatten – El Latigo (Man with the Steel Whip)
- 1954: Annie Oakley (Fernsehserie, 3 Folgen)
- 1954: Drei dunkle Straßen (Down Three Dark Streets)
- 1954: The Lone Wolf (Fernsehserie, Folge 1x24)
- 1954: Ihr Star: Loretta Young (Letter to Loretta, Fernsehserie, Folge 2x10)
- 1954: Mayor of the Town (Fernsehserie, 2 Folgen)
- 1954, 1956: Studio 57 (Fernsehserie, 2 Folgen)
- 1955: Stadt in Angst (Bad Day at Black Rock)
- 1955: Public Defender (The Public Defender, Fernsehserie, Folge 2x23)
- 1955: The Star and the Story (Fernsehserie, Folge 1x05)
- 1955: Mord ist mein Geschäft (Murder Is My Beat)
- 1955: Galgenvögel (Wyoming Renegades)
- 1955: Geschichten, die der Alltag schrieb (TV Reader's Digest, Fernsehserie, Folge 1x19)
- 1955: Four Star Playhouse (Fernsehserie, Folge 3x35)
- 1955: Nackte Straßen (The Naked Street)
- 1955: The Twinkle in God's Eye
- 1955: Drei gute Freunde (The Adventures of Champion, Fernsehserie, Folge 1x04)
- 1955: Das gibt es nur in Kansas (The Second Greatest Sex)
- 1955: Der Sheriff von Lincoln City (Last of the Desperados)
- 1955: Celebrity Playhouse (Fernsehserie, Folge 1x11)
- 1955–1956: It's a Great Life (Fernsehserie, 4 Folgen)
- 1955–1956: The Adventures of Ozzie & Harriet (The Adventures of Ozzie and Harriet, Fernsehserie, 2 Folgen)
- 1955, 1958: Wenn man Millionär wär’ (The Millionaire, Fernsehserie, 2 Folgen)
- 1955–1958: Täter unbekannt (The Lineup, Fernsehserie, 3 Folgen)
- 1955–1967: Lassie (Fernsehserie, 4 Folgen)
- 1956: Chevron Hall of Stars (Fernsehserie, eine Folge)
- 1956: Fury at Gunsight Pass
- 1956: Screen Directors Playhouse (Fernsehserie, Folge 1x20)
- 1956: Schüsse peitschen durch die Nacht (Showdown at Abilene)
- 1956: Navy Log (Fernsehserie, Folge 2x02)
- 1956: Ethel Barrymore Theater (Fernsehserie, Folge 1x06)
- 1956–1957: The 20th Century-Fox Hour (Fernsehserie, 2 Folgen)
- 1956–1957: Broken Arrow (Fernsehserie, 3 Folgen)
- 1956–1959: Dragnet (Fernsehserie, 4 Folgen)
- 1956–1961: Wyatt Earp greift ein (The Life and Legend of Wyatt Earp, Fernsehserie, 4 Folgen)
- 1956–1962: Cheyenne (Fernsehserie, 6 Folgen)
- 1957: Blondie (Fernsehserie, Folge 1x05)
- 1957: Schußbereit (Shoot-Out at Medicine Bend)
- 1957: U.S. Marshal (Sheriff of Cochise, Fernsehserie, Folge 1x35)
- 1957: Des Teufels Lohn (Man in the Shadow)
- 1957: Wells Fargo (Tales of Wells Fargo, Fernsehserie, Folge 2x02)
- 1957: The Adventures of Jim Bowie (Fernsehserie, 2 Folgen)
- 1957–1958: Richard Diamond, Privatdetektiv (Richard Diamond, Private Detective, Fernsehserie, 2 Folgen)
- 1957–1959: Fury (Fernsehserie, 3 Folgen)
- 1957–1959: Der Mann ohne Colt (Man Without a Gun, Fernsehserie, 22 Folgen)
- 1957–1961: Maverick (Fernsehserie, 7 Folgen)
- 1958: Harte Männer – harte Fäuste (Return to Warbow)
- 1958: In Colorado ist der Teufel los (The Sheepman)
- 1958: Josh (Wanted: Dead or Alive, Fernsehserie, Folge 1x10)
- 1958: The Ed Wynn Show (The Ed Wynn Show: Season 2, Fernsehserie, 2 Folgen)
- 1958: Cimarron City (Fernsehserie, Folge 1x11)
- 1958–1960: Der Texaner (The Texan, Fernsehserie, 4 Folgen)
- 1958–1960: Sugarfoot (Fernsehserie, 3 Folgen)
- 1959: Tausend Meilen Staub (Rawhide, Fernsehserie, Folge 1x04 Der eifersüchtige Sheriff)
- 1959: Colonel Humphrey Flack (Fernsehserie, Folge 2x29)
- 1959: The Dennis O’Keefe Show (Fernsehserie, Folge 1x01)
- 1959: Geheimagent des FBI (The FBI Story)
- 1959: Riverboat (Fernsehserie, Folge 1x04)
- 1959: Dezernat M (M Squad, Fernsehserie, Folge 3x04)
- 1959: Colt .45 (Fernsehserie, Folge 3x09)
- 1959–1960: Die Unbestechlichen (The Untouchables, Fernsehserie, 2 Folgen)
- 1959–1962: Bronco (Fernsehserie, 3 Folgen)
- 1960: June Allyson Show (The DuPont Show with June Allyson, Fernsehserie, Folge 1x18)
- 1960: Der zweite Mann (The Deputy, Fernsehserie, Folge 1x27)
- 1960: Shotgun Slade (Fernsehserie, Folge 1x27)
- 1960: Alle lieben Pollyanna (Pollyanna)
- 1960: Checkmate (Fernsehserie, Folge 1x02)
- 1960: The Brothers Brannagan (Fernsehserie, Folge 1x02)
- 1960–1961: Am Fuß der blauen Berge (Laramie, Fernsehserie, 4 Folgen)
- 1960–1964: Wagon Train (Fernsehserie, 5 Folgen)
- 1961: Dante (Fernsehserie, Folge 1x17)
- 1961, 1963: 77 Sunset Strip (Fernsehserie, 2 Folgen)
- 1962: Dr. Kildare (Fernsehserie, Folge 1x22)
- 1962: Lawman (Fernsehserie, Folge 4x37)
- 1962: Schwarzes Gold (Black Gold)
- 1962–1963: Unruhige Jahre (It's a Man's World, Fernsehserie, 18 Folgen)
- 1963: Wide Country (The Wide Country, Fernsehserie, Folge 1x28)
- 1963: Erwachsen müßte man sein (Leave It to Beaver, Fernsehserie, Folge 6x33)
- 1963: Alfred Hitchcock zeigt (The Alfred Hitchcock Hour, Fernsehserie, 2 Folgen)
- 1964: Amos Burke (Burke’s Law, Fernsehserie, Folge 1x17)
- 1964: For the Love of Willadean (Fernsehfilm)
- 1964: Wendy and Me (Fernsehserie, Folge 1x06)
- 1964–1972: Walt Disneys bunte Welt (Walt Disney's Wonderful World of Color, Fernsehserie, 3 Folgen)
- 1965: Kentucky Jones (Fernsehserie, Folge 1x20)
- 1965: Cat Ballou – Hängen sollst du in Wyoming (Cat Ballou)
- 1965: Das große Rennen rund um die Welt (The Great Race)
- 1965: Verschollen zwischen fremden Welten (Lost in Space, Fernsehserie, Folge 1x15)
- 1965–1966: Geächtet (Branded, Fernsehserie, 3 Folgen)
- 1965–1966: Hazel (Fernsehserie, 2 Folgen)
- 1965–1970: Die Leute von der Shiloh Ranch (The Virginian, Fernsehserie, 7 Folgen)
- 1965–1971: Rauchende Colts (Gunsmoke, Fernsehserie, 8 Folgen)
- 1966: Petticoat Junction (Fernsehserie, Folge 3x16)
- 1966: Tag der Abrechnung (Ride Beyond Vengeance)
- 1966: Immer Ärger mit den Engeln (The Trouble with Angels)
- 1966: The Tammy Grimes Show (Fernsehserie, Folge 1x04)
- 1966: Laredo (Fernsehserie, Folge 2x07)
- 1966: Verrückter wilder Westen (The Wild Wild West, Fernsehserie, Folge 2x15)
- 1966–1967: Daniel Boone (Fernsehserie, 2 Folgen)
- 1967: Bullwhip Griffin oder Goldrausch in Kalifornien (The Adventures of Bullwhip Griffin)
- 1967: Dancer für U.N.C.L.E. (The Girl from U.N.C.L.E., Fernsehserie, Folge 1x26)
- 1967: Doktor – Sie machen Witze! (Doctor, You’ve Got to Be Kidding!)
- 1967: The Danny Thomas Hour (Fernsehserie, Folge 1x05)
- 1967: Bezaubernde Jeannie (I Dream of Jeannie, Fernsehserie, Folge 3x05 Mein Meister, der Schwächling)
- 1967–1968: Der Marshall von Cimarron (Cimarron Strip, Fernsehserie, 2 Folgen)
- 1967–1969: Die Spur des Jim Sonnett (The Guns of Will Sonnett, Fernsehserie, 3 Folgen)
- 1968: Green Acres (Fernsehserie, Folge 3x20)
- 1968: Käpt’n Blackbeards Spuk-Kaschemme (Blackbeard’s Ghost)
- 1968: Stay away, Joe
- 1968: Verliebt in eine Hexe (Bewitched, Fernsehserie, Folge 4x27 Tabathas Zauberspruch)
- 1968: Der Außenseiter (The Outsider, Fernsehserie, Folge 1x13)
- 1968–1972: Bonanza (Fernsehserie, 3 Folgen)
- 1968–1974: Der Chef (Ironside, Fernsehserie, 3 Folgen)
- 1968–1974: Mannix (Fernsehserie, 6 Folgen)
- 1969: Lancer (Fernsehserie, 2 Folgen)
- 1969: The Bold Ones: The New Doctors (Fernsehserie, Folge 1x01)
- 1969: The Ballad of Andy Crocker (Fernsehfilm)
- 1970: Cutter duldet keinen Mord (Cutter’s Trail) (Fernsehfilm)
- 1970: Airport
- 1970: Dr. med. Marcus Welby (Marcus Welby, M.D., Fernsehserie, Folge 2x04 Die Grippe-Epidemie)
- 1971: The New Andy Griffith Show (Fernsehserie, Folge 1x02)
- 1971: Sarge (Fernsehserie, Folge 1x06)
- 1971–1972: Sheriff ohne Colt und Tadel (Nichols, Fernsehserie, 2 Folgen)
- 1972: Alias Smith und Jones (Alias Smith and Jones, Fernsehserie, Folge 2x15)
- 1972–1974: Hec Ramsey (Fernsehserie, 3 Folgen)
- 1973: Owen Marshall – Strafverteidiger (Owen Marshall: Counselor at Law, Fernsehserie, Folge 2x20)
- 1974: Columbo: Schwanengesang
- 1974: Adam-12 (Fernsehserie, Folge 7x09)